# 左門岳
左門岳（さもんだけ）は、福井県と岐阜県境、両白山地の南部にある、越美山地を形成する山の一つ。近隣には平家岳、日永岳がある。東側は関市板取を流れる板取川の水源である。西側は根尾東谷川の水源である。登山口手前に揚水発電所下池（上大須ダム）がある。
左門岳に降った雨の一部は板取川から長良川を経て国営木曽三川公園の先で揖斐川へ合流し伊勢湾に流れ込み、また一部は、根尾東谷川から根尾川から揖斐川を経て長良川を合流して伊勢湾に注がれる。

## 名称について
地元では名前の由来は山の持ち主が太左衛門であることから、左門岳となったといわれている。福井県側では名前についての異説がある。福井県側では板取村・越田土（おったど）・越波（おっぱ）の３つの村の山という事で三村岳と呼ばれていたが、明治43年陸地測量部の人夫として案内に出た村人の発音が不明瞭であったため、三門岳（さんもんだけ）となり、後に左門岳になったといわれている。

## 登山
沢筋の登路なので梅雨時期と台風の後は入山出来ない。ヤブに覆われており夏期登山は見晴らしがきかないため推奨されていない。春先から梅雨時期前（4月、5月）、台風シーズン後の晩秋（10月、11月）が登山シーズとなる。岐阜県でも有数の豪雪地帯で有り、2〜3メートルの積雪に覆われるので冬期の登山には不向きである。また、上大須ダムによってできた人造湖の周りは周遊道になっているが、右岸明神山側が土砂崩れを起こしており、湖の東側は完全通行止めとなっている。左岸は車両通行止めであるが、徒歩での入山は可能である。しかし落石に注意が必要。

## 登山口までのアクセス
東海北陸自動車道美濃インターチェンジをおりて左折。岐阜県道94号岐阜美濃線を直進。国道418号線に入り右折。根尾東板谷で岐阜県道255号根尾谷汲大野線に入り上大須ダムに向かう。上大須ダム近辺は道幅が狭く落石に注意が必要。

## 登山ルート
上大須ダムの駐車場に車を止めて、上大須ダムを渡り上大須ダム西側の遊歩道を歩くと、上大須ダム湖の奥が登山口の根尾東口の駐車場広場に出る。
広場から丸太の橋を渡り左岸を行くと資材運搬用モノレール（現在は使われていない）が現れる。モノレールは右の沢に向かって上がっていく。登山道は左の沢に向かって上がっていく。「左門岳左の谷」と岩に朱書きされている地点に出る。ここで沢の右岸に渡る。数回渡り返しながら登っていくが途中が危険でロープが張ってある場所等がある。ヘルメットがかけられ下にオイル缶が置かれている場所に出る。最後の沢を右岸に渡り沢に沿って登ると尾根に出る。尾根は道幅が広いが草が生い茂っている。山頂は眺望がきかない。

## 地質
本巣市根尾地区と関市板取地区境界から東方は花崗閃緑岩や流紋岩類の深成岩や噴出岩類から形成されている。左門岳付近は根尾村史によると、古生代二畳紀層「左門岳累層」に分類される。左門岳累層は岩相により下部から、大河原互層、魚坂峠砂岩層、久沢粘板岩層、迫谷砂岩層に区分できる。
左門岳累層はかつて中生代のジュラ紀から白亜紀に及ぶ地層として扱われていた。時代を決定するための化石は出土していないが、福井県側で輝緑凝灰岩や結晶質石灰岩をはさんでおり、またチャートを挟有することは、古生層であることを証明するものであり、黒色粘板岩礫を含む礫岩層のあることは、異常堆積の産物で、この事実から、左門岳累層は二畳紀中期から後期と推定される。

## 地理
全般に、旧根尾村の大部分を覆う美濃越前山地は満壮年的に浸食を受けて、急傾斜大起伏の山地をなしているが、その高度は能郷白山の1617.3メートル、屏風山の1354.2メートルを除くと、大部分は1,000メートル内外の高さが多く定高性を示しており左門岳も例外では無い。上大須ダムが建設されるまでは、谷を遡行し藪をこいでやっと登った山であった。現在も、深田久弥の日本の名山の基準に遠く及びそうにない山と評価されている。

### 周辺の山
| 山容                                  | 山名     | 標高 (m) | 三角点等級 基準点名            | 左門岳からの 方角と距離(km) | 備考                             |
| ------------------------------------- | -------- | -------- | ------------------------------ | --------------------------- | -------------------------------- |
| 高賀山から望む御嶽山（2015年1月24日） | 御嶽山   | 3,067    | （一等）「御岳山」 (3,063.41m) | 東北東 56.7                 | 日本百名山                       |
| 井岸山から望む平家岳                  | 平家岳   | 1,441.54 | 二等 「平家岳」                | 北東 3.4                    |                                  |
| 高賀山から望む能郷白山                | 能郷白山 | 1,617.33 | 一等 「能郷白山」              | 西北西 9.0                  | 越美山地の最高峰 日本二百名山    |
| Samondake Summit                      | 左門岳   | 1,224.20 | 三等 「左門岳」                | 0                           | 板取川水源 根尾川東支流源流      |
| 尾崎三峰山から望む金華山              | 金華山   | 328.86   | 二等 「金華山」                | 南南東 24.3                 | 岐阜城                           |
| Kanakusodake from sirakura 2009 4 6   | 金糞岳   | 1,317    |                                | 南西 24.3                   | 滋賀県で2番目に高い山 関西百名山 |

### 源流の河川
- 板取川（長良川の支流）
- 根尾東谷川（根尾川の支流）

## 左門岳の風景

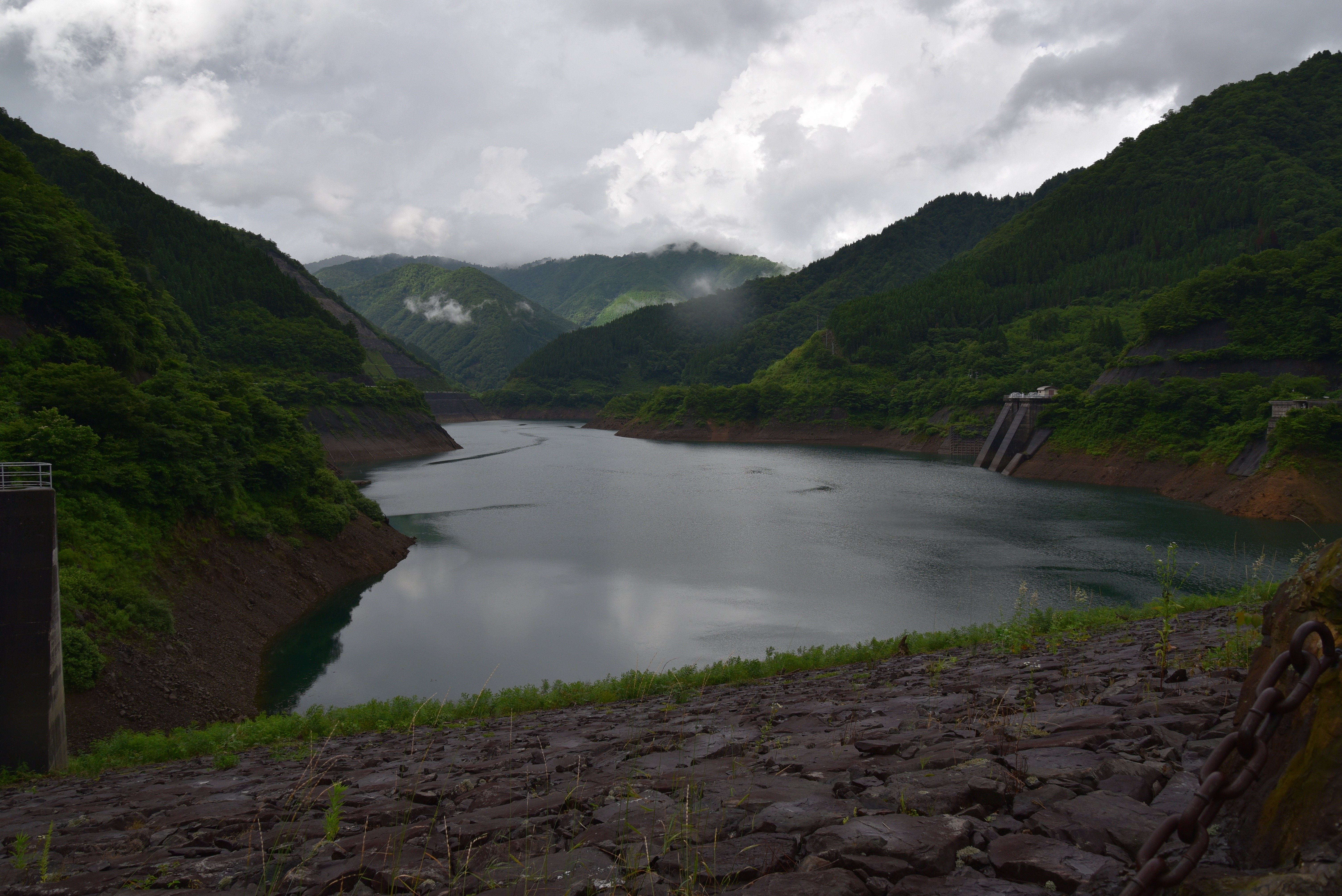
上大須ダムから見た左門岳
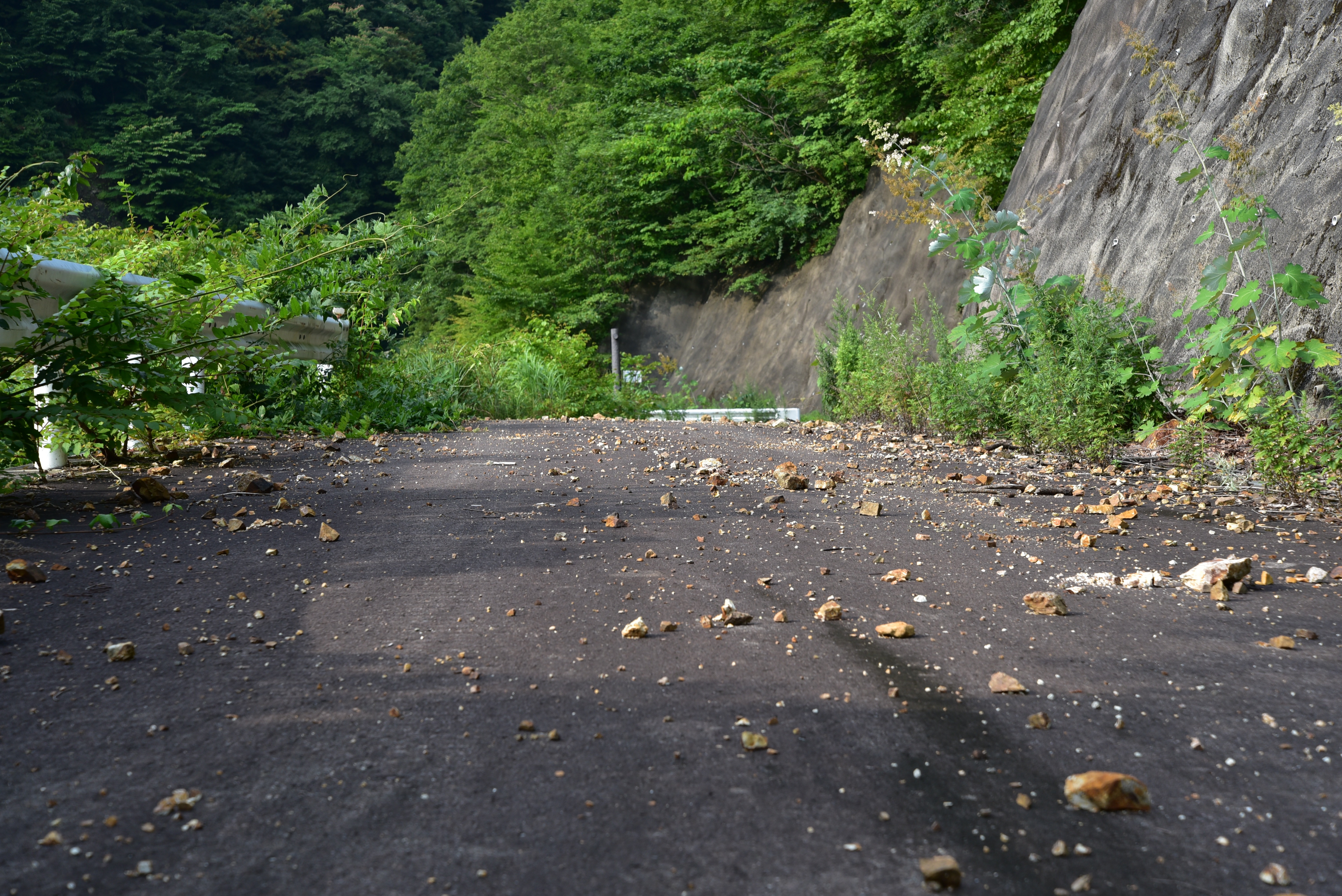
左門岳登山道の落石
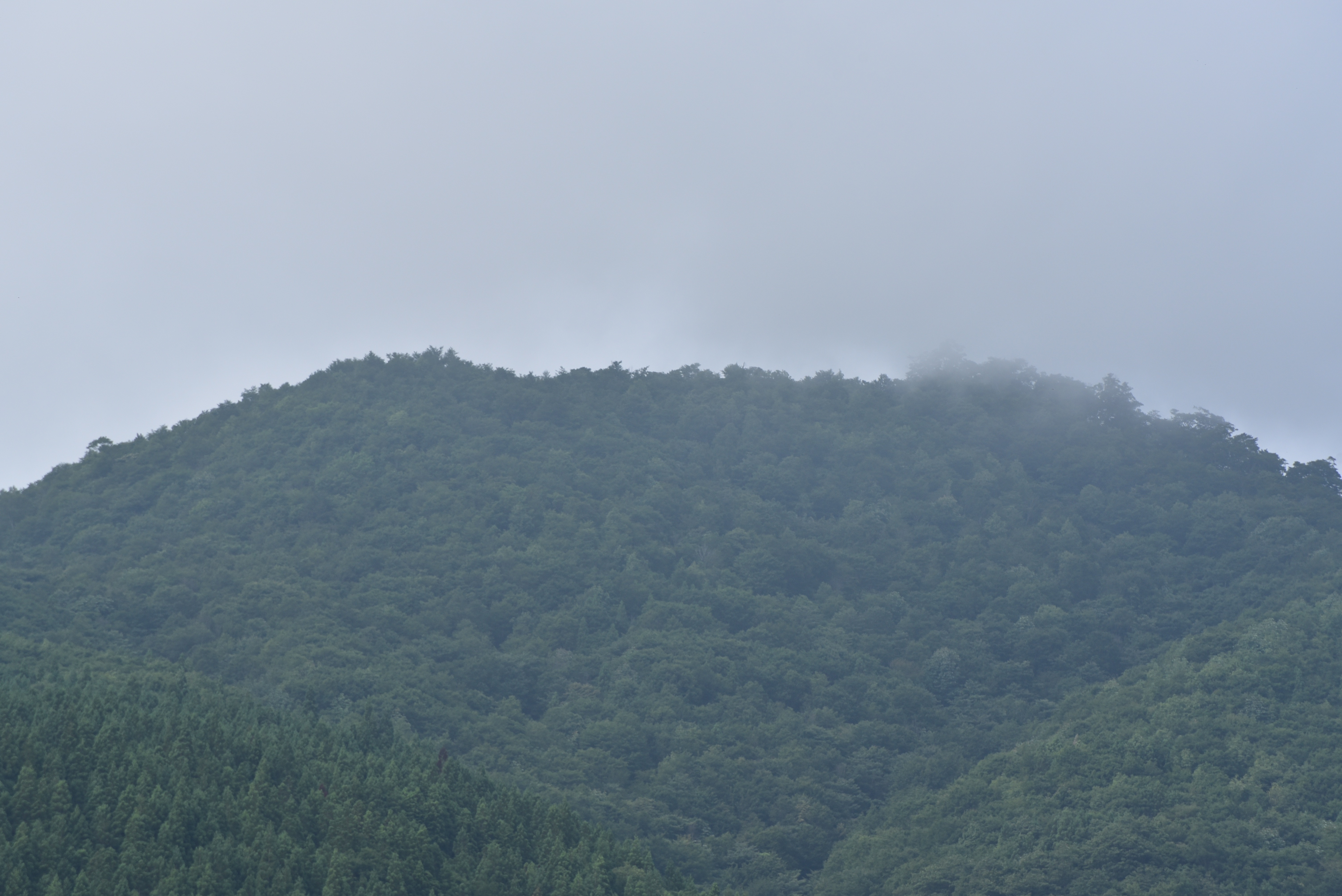
少し靄がかかった左門岳
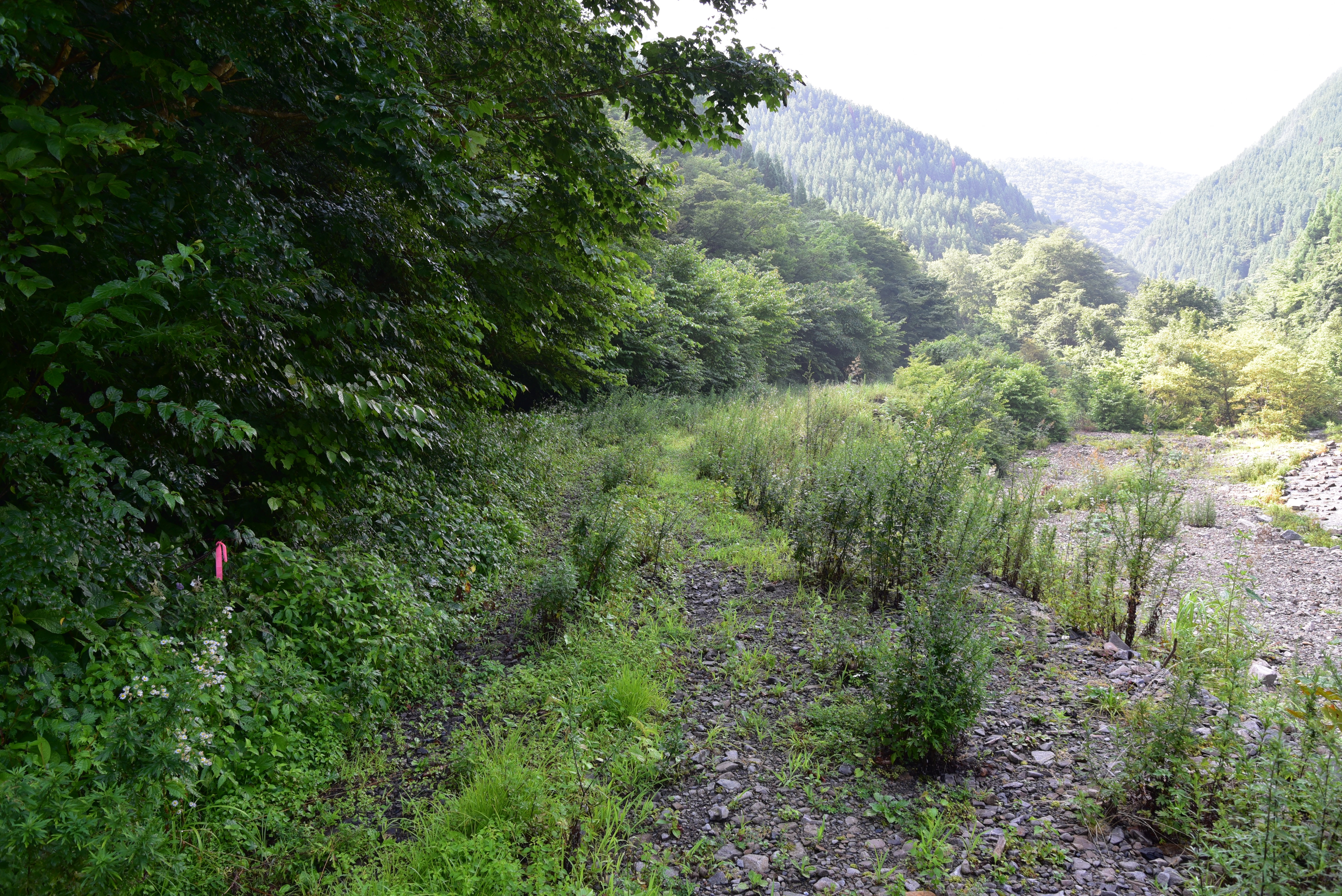
左門岳登山口